# دومينيك تومسون (لاعب كرة قدم)
دومينيك تومسون (بالإنجليزية: Dominic Thompson) هو لاعب كرة قدم بريطاني، ولد في 26 يوليو 2000 في ويلسدن ‏ في المملكة المتحدة. لعب مع نادي برينتفورد.

## وصلات خارجية
- دومينيك تومسون على موقع الاتحاد الأوربي (الإنجليزية)
- دومينيك تومسون على موقع قاعدة بيانات كرة القدم.إي يو (الإنجليزية)
- دومينيك تومسون على موقع Soccerbase.com (لاعب) (الإنجليزية)
- دومينيك تومسون على موقع Soccerway.com (الإنجليزية)
- دومينيك تومسون على موقع عالم كرة القدم.نت (الإنجليزية)